# Óblast de Volgogrado
Óblast de Volgogrado (en ruso: Волгоградская область, tr.: Volgográdskaya óblast) es uno de los cuarenta y siete óblast que, junto con las veintiuna repúblicas, nueve krais, cuatro distritos autónomos y dos ciudades federales, conforman los ochenta y tres sujetos federales de Rusia. Su capital es la homónima Volgogrado. Está ubicado en el distrito Sur limitando al norte con Sarátov, al este con Kazajistán, al sureste con Astracán y Kalmukia, al suroeste con Rostov y al oeste con Vorónezh. Con una población total en toda la región de 2.610.161 habitantes según el censo de 2010.
Cabe resaltar que hasta 1961, era denominada óblast de Stalingrado.

## Geografía
- Área: 113 900 km²
- Longitud de los límites fronterizos: 2221,9 kilómetros (1380,6 mi)

La región limita con los óblast de Sarátov, Rostov, Astracán y Vorónezh, la República de Kalmukia y con Kazajistán.

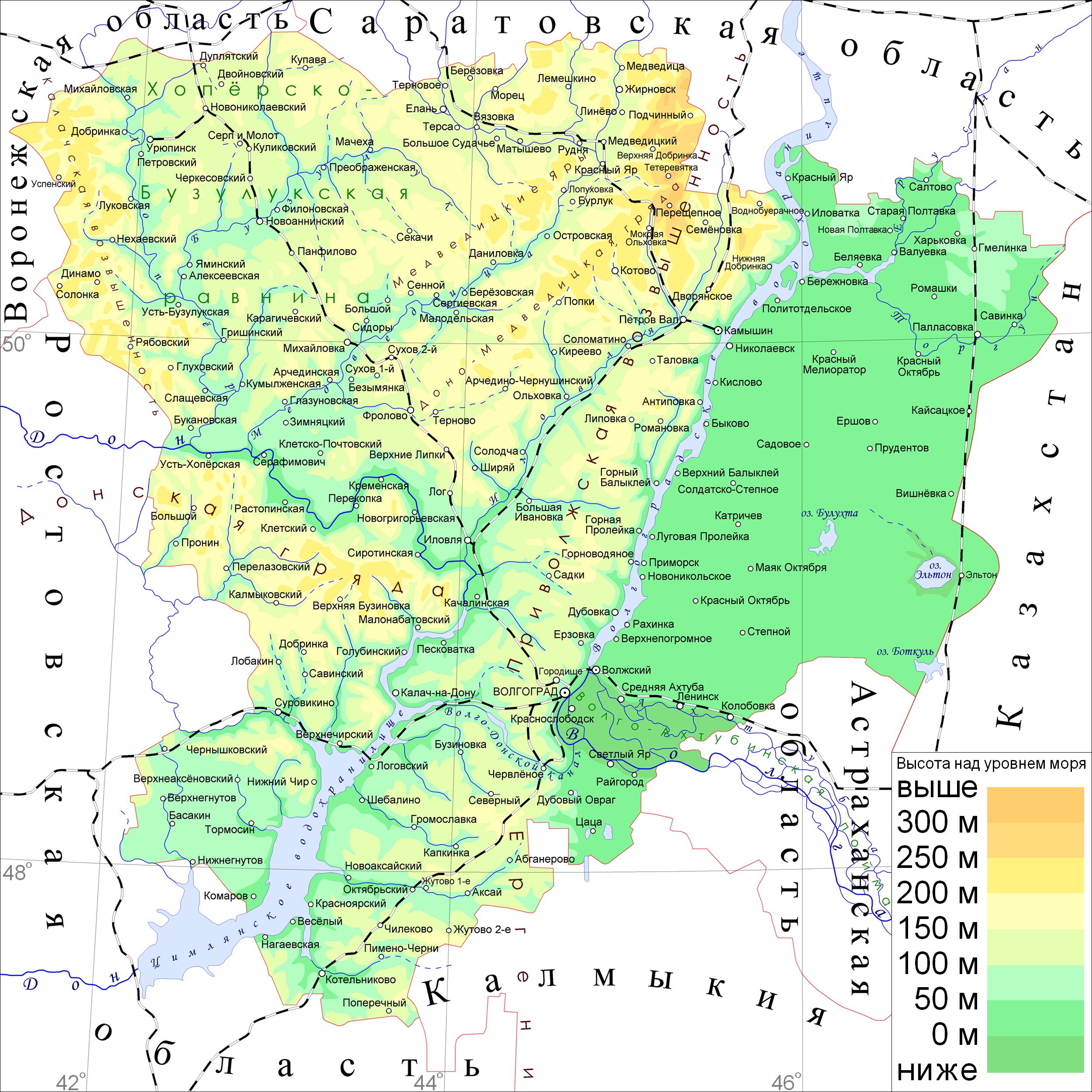
Mapa físico de la óblast de Volgogrado

### Principales ríos
- Volga
- Don
- Medveditsa
- Jopior

|  |  |

## Demografía
Población: 2 593 944 (Censo de 1989); 2 699 223 (Censo de 2002); 2 610 161 (Censo de 2010).

### Grupos étnicos
(Solo se muestran los grupos étnicos con una población superior a las 7500 personas)
| Grupos étnicos | Población (en 2010) | Porcentaje |
| -------------- | ------------------- | ---------- |
| Rusos          | 2 309 253           | 90         |
| Kazajos        | 46 223              | 1.8        |
| Ucranianos     | 35 607              | 1.4        |
| Tártaros       | 24 557              | 0.9        |
| Armenios       | 27 846              | 1.1        |
| Azeríes        | 14 398              | 0.6        |
| Alemanes       | 10 102              | 0.4        |
| Chechenos      | 9649                | 0.4        |
| Bielorrusos    | 7868                | 0.4        |

## Subdivisiones

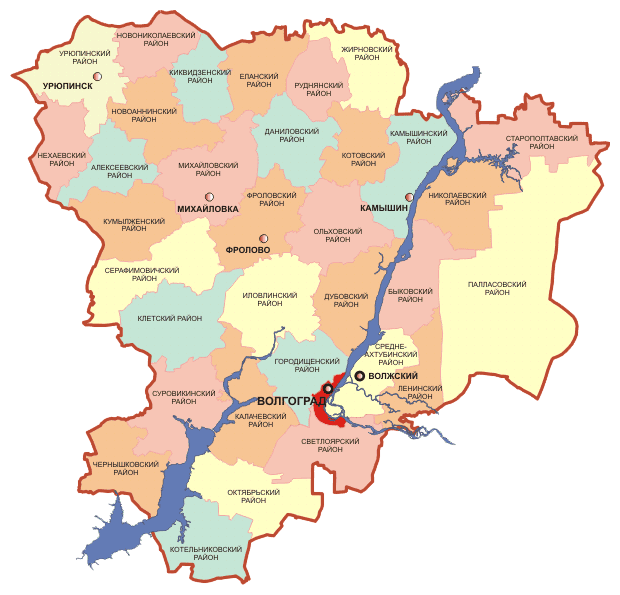
Mapa administrativo de la óblast de Volgogrado

La óblast de Volgogrado se divide en cinco ókrugs urbanos (Volgogrado, Volzhski, Kamyshin, Uriúpinsk y Frólovo), un ókrug municipal (la ciudad de Mijáilovka, que comparte autogobierno local con el raión administrativo de Mijáilovka) y los siguientes 32 raiones:
- Raión de Alexéyevskaya (capital: Alexéyevskaya)
- Raión de Býkovo (capital: Býkovo)
- Raión de Gorodishche (capital: Gorodishche)
- Raión de Danílovka (capital: Danílovka)
- Raión de Dubovka (capital: Dubovka)
- Raión de Yelán (capital: Yelán)
- Raión de Zhírnovsk (capital: Zhírnovsk)
- Raión de Ilovliá (capital: Ilovliá)
- Raión de Kalach del Don (capital: Kalach del Don)
- Raión de Kamyshin (sede administrativa: Kamyshin)
- Raión de Kikvidze (capital: Preobrazhénskaya)
- Raión de Klétskaya (capital: Klétskaya)
- Raión de Kotélnikovo (capital: Kotélnikovo)
- Raión de Kótovo (capital: Kótovo)
- Raión de Kumýlzhenskaya (capital: Kumýlzhenskaya)
- Raión de Léninsk (capital: Léninsk)
- Raión de Nejáyevskaya (capital: Nejáyevskaya)
- Raión de Nikoláyevsk (capital: Nikoláyevsk)
- Raión de Novoánninski (capital: Novoánninski)
- Raión de Novonikoláyevski (capital: Novonikoláyevski)
- Raión de Oktiabrski (capital: Oktiabrski)
- Raión de Oljovka (capital: Oljovka)
- Raión de Palásovka (capital: Palásovka)
- Raión de Rudnia (capital: Rudnia)
- Raión de Svetli Yar (capital: Svetli Yar)
- Raión de Serafimóvich (capital: Serafimóvich)
- Raión de Srédniaya Ájtuba (capital: Srédniaya Ájtuba)
- Raión de Stáraya Poltavka (capital: Stáraya Poltavka)
- Raión de Surovíkino (capital: Surovíkino)
- Raión de Uriúpinsk (sede administrativa: Uriúpinsk)
- Raión de Frólovo (sede administrativa: Frólovo)
- Raión de Chernýshkovski (capital: Chernýshkovski)